# Lake Arthur
Pour les articles homonymes, voir Arthur.
Ne doit pas être confondu avec Lac Arthur.
Lake Arthur (en français : « Lac Arthur ») est une ville située dans l'État américain de la Louisiane, faisant partie de l'agglomération de Jennings. Son ensemble urbain se trouve dans la paroisse de Jefferson Davis et comptait 2 738 habitants en 2010.
La ville est située dans l'ouest de l'Acadiane, région d'influence française de la Louisiane.

## Histoire
Les familles acadiennes arrivèrent dans cette région à la fin des années 1700. Ils appelèrent le lac « le petit lac Mentau », en référence à « Mentau », chef indien du peuple Attakapas qui demeurait là. Un des premiers Acadiens étant Arthur LeBlanc, les voyageurs qui passaient dans la région firent par la suite référence au lac comme le lac d'Arthur.  Avec le temps, le nom Lac Arthur est resté.  
En 1811, Atanas Hebert s'établit au Lac Arthur. Le premier magasin de la ville fut fondé par D. D. Hebert. Les colons étant attirés dans cette région pour son bois de cyprès, en 1840, un moulin à bois, le premier dans la région, est bâti à Lake Arthur. 
Parmi les premiers colons se trouvaient des nobles créoles de La Nouvelle-Orléans. En 1854, Gustave Laurents y fait construire un magasin, et Jean Revlon un manoir. Les familles de Launeys, Deschamps et Gaithes, qui avaient participé à la Révolution française, vinrent aussi au Lac Arthur. 
En 1876, un moulin à riz est construit par Laurents et Derouen. En 1887, Anatole Gauthier et C. Saint-Germain apportèrent la première batteuse et bouilloire portable. 
En 1890, la première usine à irrigation fut construite à Bayou Lacassine. Cette irrigation fit du Lac Arthur un succès dans la plantation de riz. 
La plus grosse famille dans la région fut celle de Joseph Brossard, dont certains descendants se sont installés sur place. 
1878 Premier bureau de poste ouvert par D. Derouen comme maître de poste.
1885 L'hôtel Live Oak fut construit. Un de ses invités fut Franklin D. Roosevelt. 
1886 D. E. Sweet acheta les bateaux à vapeur, le "Louisa Storm" et "Olive" qui faisaient des voyages à Grand Chenier pendant 17 ans. 
1890 Lee Fox construisent le premier moulin à bois à l'intérieur du lac Arthur.
1890 L'arrivée des planificateurs de l'Iowa, Samuel Marquet, E. L. Lee, W. E. Chapin, and H. C. Kellog. 
1903 Une pétition fut signée par la majorité des habitants pour être incorporé comme village. 
1904 Le chemin de fer Southern Pacific arriva à Lac Charles.
1922 Lac Arthur est devenu une paroisse indépendante par l'Évêque Jules B. Jeanmard de Lafayette. 
Aujourd'hui, les citoyens de Lac Arthur sont un mélange d'Acadiens, Créoles, Français, et  Anglo-Américains qui arrivèrent de l'État d'Iowa durant les années 1890.

## Démographie
Au recensement de 2000, la population était de 3 007 habitants. En 2010, elle était descendue à 2 738.

## Référence
1. ↑  Calvin Dale Smith and Allen Fitzgerald.  History of Lake Arthur (Baton Rouge, 1960?)
2. ↑  Estimations du Bureau du Recensement des États-Unis, 2000
3. ↑  (en) « American FactFind - Advanced data » (version du 13 février 2020 sur Internet Archive)